# Euripersia europaea
Euripersia europaea är en insektsart som först beskrevs av Robert Newstead 1897.  Euripersia europaea ingår i släktet Euripersia och familjen ullsköldlöss. Arten är reproducerande i Sverige. Inga underarter finns listade i Catalogue of Life.